# 惠州大桥
惠州大桥是一座位于中国广东省惠州市惠城区的橋樑，连接江北与下角两地。该桥梁于1986年7月8日开工，并于1989年5月完工。1989年5月30日，惠州大桥通车礼在惠州大桥下角端举行，随后正式开放车辆通行。
该桥梁为当时中国跨度最大的箱型桥梁，也曾是惠州市区的一座收费桥梁，惟已于2001年3月18日取消收费。

## 构造及意义
惠州大桥为惠城区的一座跨东江的特大型桥梁，主桥全长1.1035千米，宽20米，设计时速为40千米/小时。桥面设置双向2根行车线，两侧均布置了2.25米宽的人行通道。
该桥梁造价为4400万人民币。开通后，车辆、行人依靠轮渡往返江北片区与惠州旧城区的情景正式成为历史，并能更好地分担东江大桥的交通压力，及促进江北片区乃至惠州市的发展。
受惠州市区建筑物及惠州西湖的制约，惠州大桥的南引桥采用直径90米钢筋混凝土连续弯桥设计，自主桥以顺时针方向旋转，并下穿主桥与各连接道路对接。既有弯桥最初为双向双车道行车，后于2006年7月3日随南引桥新建匝道启用而改成江北至下角方向双车道行车。

## 历史
1981年1月，东江大桥建成通车，但受限于该桥的通行能力，多数车辆、行人仍需依靠渡轮通过东江。为进一步改善惠州市内交通状况，1985年，中国共产党惠阳地区委员会成立惠州大桥工程指挥部，筹备惠州大桥建设事宜。为筹集资金建设桥梁，时为惠州大桥工程指挥部职员的钟秋生曾委托其他关系人向北京的一间银行贷款1000万元人民币，再向中华人民共和国建设部公路处筹集900万元人民币，最后向工、农、中、建四大行于惠州的营业据点各筹集1000万元人民币，合共筹集5900万元人民币用于桥梁建设。1986年7月8日，惠州大桥正式动工。1988年5月，惠州市道路桥梁开发总公司（现惠州市路桥投资集团有限公司）在惠州大桥工程指挥部的基础上设立，用于为大桥建设融资。1989年4月，惠州大桥主跨合龙。5月初，惠州大桥完工。5月10-12日，该桥进行静载试验，最终检验结果合格。1989年5月28日，惠州大桥进行交工验收。30日，惠州大桥正式开放车辆通行。
1990年2月9日，时任中华人民共和国国务院总理李鹏偕夫人朱琳于该桥梁视察惠州市市容市貌。
2000年6月1-20日，惠州市道路桥梁开发总公司对惠州大桥桥面沥青混凝土面层进行翻新。2001年1月22日，惠州市人民政府发布公告，决定在该月23-31日期间对惠州大桥实施免费通行。3月18日，惠州大桥正式终止收费，原设置于该桥的收费站则与东平收费站合并，并迁移至位于三环南路的马庄收费站，桥梁下角端的门楼也于同日被拆卸。
2005年8月2日，惠州大桥南桥头改造工程动工。其改造方案为在南桥头原有交通组织的基础上增建一组匝道，并将上桥车辆引至该匝道通行，原南引桥弯桥则由双向通行改为下桥方向单行；此外，南桥头附近的灯控路口亦进行改造。新建匝道则在2006年3月开工。工程于2006年7月3日完工。2007年11月，该桥与东江大桥的景观照明工程开始施工。其中该桥上部会安装黄色点光源，桥拱照明采变色景观灯设计，桥体则由投光灯照射。该桥梁的景观照明则在12月30日亮灯。
2010年10月22日20时-25日7时及30、31两日的8-20时，惠州大桥临时关闭，进行开通后的首次桥梁动静载试验检测。2011年7月23日凌晨-8月5日7时，该桥再度关闭，以更换、维护伸缩缝，及对桥面沥青、桥栏进行整修。2014年11月20日-12月5日，自惠州大桥南引桥转入下角东路的匝道关闭，以进行加固施工。2018年11月，惠州市公用事业管理局公布《惠州大桥大修项目环境影响评价报告》，指惠州大桥主桥及北引桥存有裂缝及局部破损露筋、支座老化变形等问题，需对一段长约800米的桥面进行加固维修。根据惠州广播电视台交通广播的报道，该桥计划在2019年上半年关闭维修，预计耗时八个月。2020年3月23日，惠州大桥维修加固工程正式开始施工，期间封闭其中一侧的非机动车道及人行道，预计至8月30日完成。

## 连接道路

### 江北端
- 云山西路
- 文昌一路、文昌二路

### 下角端
- 下角东路
- 江边路
- 环城西路

## 行经公共交通
| 行经巴士路线一览 | 行经巴士路线一览   | 行经巴士路线一览 | 行经巴士路线一览 | 行经巴士路线一览 |
| 编号             | 路线               | 路线             | 路线             | 备注             |
| ---------------- | ------------------ | ---------------- | ---------------- | ---------------- |
| L1               | 博罗县城中心客运站 | ⇆                | 金山湖花园       | 原 L1A           |
| 2                | 万饰城             | ⇆                | 金华路           |                  |
| 5                | 仲恺汽车站         | ⇆                | 工程职业学院     |                  |
| 7                | 惠州学院总站       | ⇆                | 市房管局         |                  |
| 8                | 荷兰水乡           | ⇆                | 市技师学院       |                  |
| 10               | 汽车总站           | ⇆                | 白鹭湖           |                  |
| 18               | 万科金域华庭       | ⇆                | 河南岸汽车站     |                  |
| 24               | 万饰城             | ⇆                | 惠台学校         |                  |
| 25               | 惠州北高铁站       | ⇆                | 伯公坳           |                  |
| 29               | 火车站             | ⇆                | 马安             |                  |
| 35               | 碧桂园十里江南     | 全程 ⇆           | 珠光御景湾       |                  |
| 35               | 梅湖               | 区间 ⇆           | 珠光御景湾       |                  |
| 41               | 中职城总站         | ⇆                | 火车站           |                  |
| 49               | 东江科技园         | ⇆                | 合生大桥南       |                  |
| 209快            | 仲恺汽车站         | 全程 ⇆           | 惠州北高铁站     | 原 301           |
| 209快            | 口岸路口           | 短线 ←           | 惠州北高铁站     | 原 301           |

## 事件

### 桥面开裂
2014年7月25日，有网民在东江论坛发帖，指惠州大桥有一处桥面出现较多裂缝，车辆行经时会有震动感。惠州市公用事业管理局回应该网帖时称，破损部位为人行道表面的水泥砼板，为热胀冷缩，但不会影响桥梁结构。此外，该局的桥梁管理部门已派施工人员处理，有关工程则在7月28日之前完成。

## 关联艺术创作
广东省建筑设计院在惠州大桥南引桥的平面直线桥与弯桥连接点处设计了一个不锈钢城市雕塑。雕塑高度为8米，以抽象手法象征“开放与进取”，为惠州大桥增添了一些时代气息。而该雕塑又被直接建于桥体上，与桥梁本身合为一体，这被认为是一种具有独特建筑艺术效果的设计。